# Flor Decleir
Flor Decleir (1990) is een Belgisch acteur. Hij had hoofdrollen in de televisieseries David en Vossenstreken.
In David uit 2010 speelde hij de rol van Quinten Temmerman. In Vossenstreken uit 2015 vertolkte hij de rol van agent Jeroen Marissen. Daarnaast waren er ook gastrollen in onder meer de series Zone Stad, In Vlaamse velden, Cordon en Tom & Harry. In de langspeelfilm Marina van Stijn Coninx uit 2013 vertolkte hij een kleine rol als Jacky. Voor zijn bijrol als Roger in Sprakeloos van Hilde Van Mieghem uit 2017 werd hij genomineerd voor een Ensor. Ook in 2017 speelde hij de rol van Andy in de televisieserie Tytgat Chocolat. In 2018 speelde hij  Bart Desmedt in Professor T..  Hij speelde in 2019 de technicus en beste vriend van Philippe Geubels in de televisieserie  Geub. 
Voor zijn rol in de kortfilm De weg van alle vlees van Deben Van Dam uit 2013 kreeg hij een publieksprijs op het Internationaal Kortfilmfestival Leuven.
In 2019 nam hij deel aan De Slimste Mens ter Wereld waarin hij 3 afleveringen overleefde.
Flor Decleir is een zoon van acteur Jan Decleir en actrice Brit Alen. Hij is tevens een broer van actrice Sofie Decleir en acteur Jenne Decleir.
- Gemeinsame Normdatei: 1170195113
- Virtual International Authority File: 3933154137639915370006
- WorldCat: E39PBJr3m9wGqqyK7kbhqgqvpP